# Mahka Boubala
Mahka Boubala (ou Maka Boubala) est un village du Cameroun situé dans le département du Djérem et la région de l'Adamaoua. Il fait partie de la commune de Tibati.

## Population
Lors du recensement de 2005, le village était habité par 1 034 personnes, 525 de sexe masculin et 509 de sexe féminin.